# Argiope aurantia
Argiope aurantia là một loài nhện trong họ Araneidae.